# 太白峭腹蛛
太白峭腹蛛（学名：Tmarus taibaiensis）为蟹蛛科峭腹蛛属的动物。其种加词“taibaiensis”意为“太白山的”。在中国大陆，分布于陕西等地。该物种的模式产地在陕西秦岭太白山。